# Dirk Spierenburg

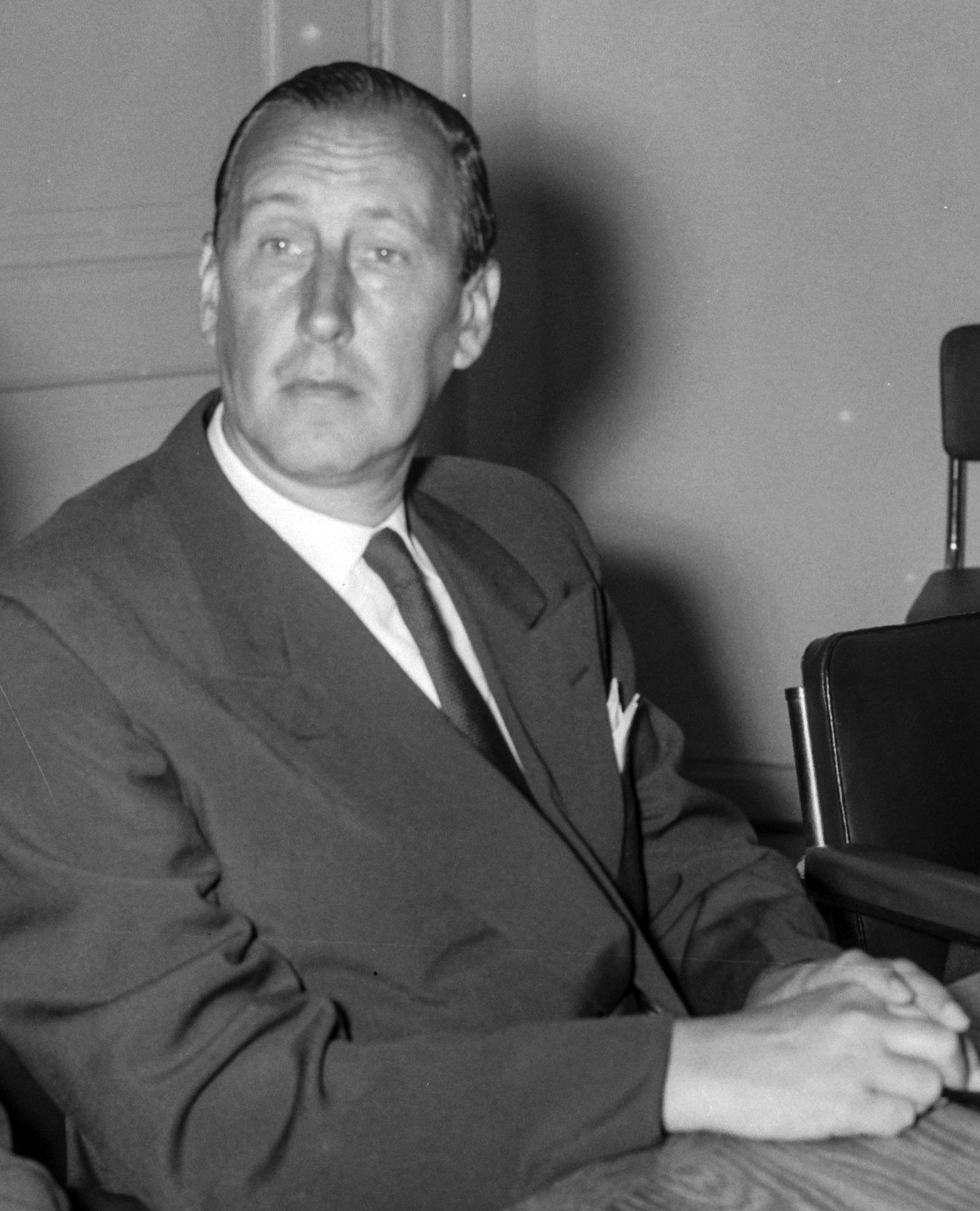
Dirk Spierenburg, septembre 1959.

Dirk Peter Spierenburg, né le 4 février 1909 à Rotterdam et mort le 27 août 2001 à Wassenaar, était un diplomate et homme politique néerlandais. Il siège notamment de 1952 à 1962 à la Haute Autorité de la Communauté européenne du charbon et de l'acier (CECA), l'une des ancêtres de la Commission européenne actuelle.

## Biographie
Dirk Spierenburg est le fils de Dirk, agent d'assurances, et de Maria Jacoba Johanna Cramerus. Il étudie les sciences politiques et l'économie à l'École supérieure des sciences économiques de Rotterdam. Il est diplômé en 1930. Après quelques années dans une société privée, il est engagé en 1935 au Ministère des Affaires économiques et y négocie des accords commerciaux avec différents pays. De 1941 à 1945, il est à la tête du Bureau de répartition des métaux du Ministère.
Après la Seconde Guerre mondiale, Dirk Spierenburg est nommé chef d'un département à la Direction générale des relations économiques extérieures des Pays-Bas (BEB) et doit négocier des accords commerciaux alors que le pays est ressorti très affaibli de la guerre. Il est rapidement convaincu de la nécessité de la coopération au niveau européen. Dans ce cadre, il prend part aux discussions conduisant à la création de l'union douanière Benelux et est le vice-président de la délégation néerlandaise lors des discussions sur le plan Marshall. En avril 1948, il devient le représentant permanent des Pays-Bas auprès de l'Organisation européenne de coopération économique (OECE), mais quitte ce poste dès le mois de mai 1949 après avoir été nommé directeur général des relations économiques extérieures des Pays-Bas. En 1950 et 1951, il joue un rôle important pour convaincre le gouvernement néerlandais de participer aux discussions qui suivent le plan Schuman et dirige la délégation néerlandaise dans les discussions qui aboutiront à la création de la Communauté européenne du charbon et de l'acier (CECA). En 1952, il devient le premier représentant néerlandais au sein de la Haute Autorité de la CECA et le reste jusqu'en 1962. Il assume la vice-présidence de cette Haute Autorité de 1957 à 1962.
À la suite de sa démission de la CECA, il est nommé représentant permanent des Pays-Bas auprès des communautés européennes, succédant à Hans Linthorst Homan, qui sera lui-même son successeur à la CECA. Il reste à ce poste de 1962 à 1971, une période durant laquelle cette fonction prend de l'importance en raison de l'établissement progressif de l'union douanière, de l'intensification des relations avec les pays africains associés à la CEE et de la naissance de la politique agricole commune. De 1971 à 1974, il exerce la même fonction, mais cette fois-ci auprès de l'Organisation du traité de l'Atlantique nord (OTAN). Il prend ensuite sa retraite.
En 1979, il rédige, sur demande du président de la Commission européenne Roy Jenkins, un rapport qui porte son nom et qui propose différentes réformes du fonctionnement de la Commission européenne.
Il meurt le 27 août 2001 à Wassenaar. Il avait épousé le 14 août 1937, Milja Ilic, avec qui il a eu trois fils.

## Sources
- BROUWER, J. W. L. "Spierenburg, Dirk Pieter" in Biografisch Woordenboek van Nederland:1880-2000, consulté en ligne le 6 novembre 2017.
- CARBONNEL, Mauve. Des hommes à l'origine de l'Europe. Biographie des membres de la Haute Autorité de la CECA. Presses universitaires de Provence, 2008.